# Burg-Gräfenrode
Burg-Gräfenrode, umgangssprachlich auch Roggau genannt, ist einer der sieben Stadtteile der Stadt Karben im hessischen Wetteraukreis. Der Ort liegt am nördlichen Rand des Rhein-Main-Gebiets, etwa 18 Kilometer nordöstlich von Frankfurt am Main. Im Jahr 2006 hatte Burg-Gräfenrode rund 1400 Einwohner.

## Geografie

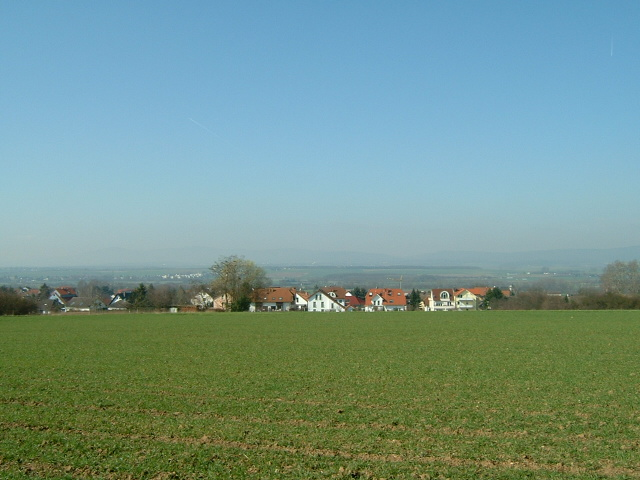
Südlicher Dorfrand in den Hügeln der Wetterau

Burg-Gräfenrode liegt in der Kulturlandschaft der Wetterau (naturräumliche Teileinheit Heldenbergener Wetterau) auf rund 150 Metern über Normalnull auf einer sanft ansteigenden Terrasse rund einen Kilometer östlich des Flusses Nidda. Der tiefste Punkt der Gemarkung ist mit 110 Metern über Normalnull der Pegel der Nidda, nach Osten hin steigt das Gelände stetig an und erreicht im Rauwald eine Höhe von 217 Metern, die markantere Kaicher Höhe gipfelt bei 201 Metern.
Benachbarte Orte sind
- Ilbenstadt (1,2 km nördlich),
- Kaichen (zwei Kilometer östlich),
- Groß-Karben (zwei Kilometer südlich),
- Okarben (zwei Kilometer westlich),
- Nieder-Wöllstadt (zwei Kilometer nordwestlich).

Die Landesstraße 3351 (Berlinerstraße) verbindet den Ort mit Groß-Karben und Ilbenstadt, die anderen Nachbarorte sind über befestigte Wirtschaftswege zu erreichen.
Der aus Mergel und Kalkstein bestehende Gesteinsgrund und die darüberliegenden quartären Schotter- und Sandschichten wurden nach Ende der letzten Eiszeit deckend von einer meterhohen fruchtbaren Lössschicht überlagert, die sich sehr gut zum Ackerbau eignet. Der ganz überwiegende Teil der Gemarkungsfläche wird landwirtschaftlich genutzt; im Süden und Osten hat Burggräfenrode Anteil am Karbener Wald, zur Nidda hin liegt der kleine „Einsiedlerwald“.
Noch etwa um 1900 wurde zwischen dem Dorf und dem Rauwald Kalk abgebaut und gebrannt; Bausteine wurden jahrhundertelang aus einem Kalksteinbruch östlich des Hochwaldes (der „alten Steinkaute“) gebrochen. Mit Kies versorgten sich die Dörfler im alten Flussbett der Nidda in der Nähe des Einsiedelwäldchens.
Dank seiner erhöhten Lage bleibt Burg-Gräfenrode im Gegensatz zu den Nachbarorten Ilbenstadt, Nieder-Wöllstadt und Okarben von den häufigen Hochwassern der Nidda verschont. Allerdings kam es in der Vergangenheit wiederholt zu Schlammlawinen, die nach starken Regenfällen aus den zum Karbener Wald hin oberhalb des Dorfes gelegenen Feldern über den Ort hineinbrachen, so am 13. Mai 1948, am 5. Juni 1979 und zuletzt am 28. Mai 1999.

## Geschichte

### Zum Ortsnamen
Der Name des Dorfes leitet sich von den Burgsitzen derer von Carben her, von denen nur die Oberburg erhalten ist. Der Namensbestandteil rode deutet auf den Ursprung des als Rodungssiedlung entstandenen Ortes.
Wesentlich häufiger als den Vollnamen hört man im Ort wie in der Umgebung den Necknamen des Dorfes, Roggau. Dieser geht auf den Rodgau zurück, einen Landstrich südlich des Mains. Die Grafen von Hanau, die neben anderen Erbfolger der Münzenberger und damit anteilige Lehnsherren des Dorfes waren, besaßen auch den Rodgau. Der Umstand, dass Burg-Gräfenrode als zumindest teilweise hanauische Enklave im von der Reichsburg Friedberg bestimmten Freigericht Kaichen eine Sonderstellung einnahm, führte dann vermutlich im 18. Jahrhundert zur Entstehung des Necknamens.

### Frühgeschichte und Römerzeit
Das älteste Zeugnis menschlicher Besiedlung auf der Gemarkung Burg-Gräfenrodes ist ein Hügelgräberfeld im oberhalb des Dorfes gelegenen Rauwald. Es stammt aus der späten Jungsteinzeit und der beginnenden Bronzezeit (etwa 1800 bis 1500 v. Chr.). Diese Flur diente wohl noch lange Zeit als Begräbnisstätte. 1901 wurde hier bei einer Raubgrabung ein fränkisches Schwert gefunden, das vermutlich aus einem Grab aus der Zeit der Völkerwanderung stammte. Der Verbleib des Schwerts ist ungeklärt.
Nach der Eroberung der Wetterau durch das Römische Reich begann um 85 n. Chr. die Kolonisation dieser Gegend. Das zwei Kilometer entfernte Okarben geht auf ein Römerkastell dieser Zeit zurück, und im Schutz des Limes entstanden in der gesamten Wetterau römische Gutshöfe, sogenannte Villae rusticae. In der Gemarkung Burg-Gräfenrodes ist in der Flur „Auf der Steinrutsch“ ein römischer Hof zu vermuten, das verlassene Gehöft könnte dem Namen nach von späteren Siedlern abgetragen und zum Bau neuer Häuser verwendet worden sein. Auch nach dem Ende ihrer Herrschaft blieb der politische und kulturelle Einfluss der Römer noch bis in das 5. Jahrhundert beträchtlich. Ein bis heute sichtbares Zeugnis der römischen Zeit ist die schnurgerade Straße von Burg-Gräfenrode nach Ilbenstadt (die heutige Landesstraße 3351), die einst ein Teil der römischen Heerstraße von Friedberg nach Kesselstadt war.

### Mittelalter
Die Entstehung des heutigen Dorfes fällt in die Zeit des Hochmittelalters. Im 12. Jahrhundert wurde die Geschichte der Wetterau vom Geschlecht der Münzenberger bestimmt, das weite Teile der Gegend als reichsunmittelbares Lehen erhielt. Als Lehnsleute der Münzenberger wird erstmals 1184 das Geschlecht derer „von Carben“ erwähnt, das möglicherweise zunächst einen Sitz nahe dem heutigen Burg-Gräfenrode hatte. Im einen Kilometer westlich gelegenen Einsiedelwald, der später über Jahrhunderte persönliches Eigentum der Familie von Carben blieb, finden sich Reste der Wälle und Gräben einer wahrscheinlich hölzernen Wasserburg aus dem 11. oder 12. Jahrhundert. Einer vielleicht auf historischen Tatsachen beruhenden Legende nach geht der Name des Waldstücks darauf zurück, dass sich im frühen 16. Jahrhundert ein Angehöriger derer von Carben von seinem Burgsitz im Dorf zurückzog, um als Einsiedler im besagten Wald zu leben. Möglicherweise lebte er in den Ruinen der alten Wasserburg.
Das heutige Dorf entstand, begünstigt durch die noch wegbare römische Straße, im 12. Jahrhundert als Rodungssiedlung, worauf auch der Ortsname schließen lässt. Zu der Siedlung zählte ein befestigter Hof der Familie von Carben, auf die mit einiger Sicherheit die heutige Oberburg zurückgeht. Der Ort hieß zunächst nur Rode. Da es zahlreiche Siedlungen dieses Namens in der Umgebung gab, ist bei frühen Erwähnungen dieses Namens nicht festzustellen, ob es sich tatsächlich um das heutige Burg-Gräfenrode handelt. Die erste urkundliche Erwähnung, in der zweifelsfrei der heutige Ort gemeint ist, stammt aus dem Jahr 1405. Es handelt sich um einen Lehnsbrief der Herren von Hanau, die durch die Münzenberger Erbschaft anteilig Lehensherren geworden waren. In diesem Lehensbrief wird dem strengin Ritter Hern Herman von Carbin das Lehen über das Dorff zum Rode bestätigt. Dass es sich hierbei um den heutigen Ort handelt, ist durch spätere Lehnsreverse gesichert. Auf die Existenz einer Kirche kann aus einer Urkunde von 1409 geschlossen werden, in der ein cappelan zum Rode bei Elwenstat [Ilbenstadt] genannt wird. 1411 wird dann erstmals in einer Kaufurkunde der gesamte Ortsname Burggräfenroden genannt.
Ein Lehnsrevers aus dem Jahr 1429 lässt auf die Existenz von zwei Burgsitzen schließen, die von Sprösslingen des Geschlechts Carben bewohnt wurden; das darin genannte Steynen Huß ist mit der heutigen Oberburg gleichzusetzen, daz Nidderste Gaden mit der heute verschwundenen Unterburg, in der eine Nebenlinie derer von Carben residierte, die so genannte „Herdan-Linie“. Es steht zu vermuten, dass zu dieser Zeit zudem auch schon die heute ebenfalls verschwundene Weißenburg (auch Waisburg) vorhanden war. Im 15. oder 16. Jahrhundert wurde das Dorf von einer Befestigungsanlage aus Wällen, Zäunen, Gebücken und Wassergräben umgeben, in die neben anderen gemauerten Gebäuden auch die drei Burganlagen integriert wurden. Die Ostseite der Befestigung lief entlang der Straße zwischen Groß-Karben und Ilbenstadt, der heutigen Hauptstraße. Der Zugang zum Dorf war ein befestigter Torbau an der Abzweigung der heutigen Burgstraße von der Hauptstraße, die noch bis in die jüngste Zeit als „die Pfort“ bezeichnet wurde. Der Torbau ist noch auf einer illustrierten Karte des 18. Jahrhunderts verzeichnet.
Um gegen die großen Höfe derer von Carben bestehen zu können und den Frondienst in Grenzen zu halten, schlossen sich die freien Bauern der Orte Burg-Gräfenrode, Groß-Karben, Klein-Karben und Kaichen wohl schon zu Beginn der Binnenkolonisation zur so genannten „Carber Mark“ zusammen. Die Mark war zunächst ein genossenschaftlich organisierter Zweckverband mit eigener Feldgerichtsbarkeit, dessen Rechte 1442 in einem kaiserlichen Schutzbrief bestätigt wurden. Die Hochgerichtsbarkeit oblag dem reichsunmittelbaren Freigericht Kaichen. Lehnsrechtlich gehörte Burg-Gräfenrode als hanauischer Besitz jedoch nicht zu diesem Territorialverband. Im Laufe des 15. und 16. Jahrhunderts geriet die Mark Carben zunehmend unter den Einfluss der Burggrafen von Friedberg. 1475 wurden die Friedberger auch Lehnsherren des Freigerichts und übernahmen ab 1534 ständig das Amt des Kaicher Obergrefen. Mit dem Machtzuwachs der Friedberger Burggrafen büßten die Bauern der Mark viele Freiheiten ein. Vom Bauernkrieg blieb die Wetterau zwar verschont, doch verschlechterte sich nach der Niederlage der süddeutschen Bauern der Status der Bauern hier wie im gesamten Reich.

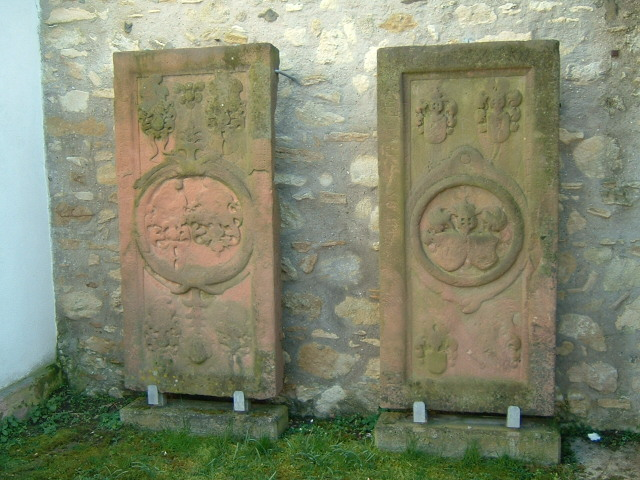
Wappenplatten aus der Burgmauer Buntsandstein

### Frühe Neuzeit
1549 wurde in Burg-Gräfenrode die Reformation eingeführt. Nach dem Ausbruch des Dreißigjährigen Krieges wurde die Wetterau immer wieder von wechselnden Heerscharen und marodierenden Landsknechten heimgesucht. Zwar liegen für diese Zeit kaum Dokumente vor, die explizit auf Burg-Gräfenrode Bezug nehmen, doch steht zu vermuten, dass es dem Ort nicht besser erging als den Orten der Umgebung, deren Los besser dokumentiert ist. Ein erster Pestfall ist 1626 verzeichnet, 1635 raffte die Seuche viele Dörfler dahin. Auch wird vermutet, dass die Weißenburg, das dritte befestigte Anwesen des Dorfes, im Krieg zerstört wurde, denn die ohnehin sehr seltenen schriftlichen Hinweise auf ihre Existenz reißen um diese Zeit ab.
Von Juli bis August 1646 schlug ein vereintes bayerisches und kaiserliches Heer sein Lager zwischen Burg-Gräfenrode und Ilbenstadt auf, um das nahe von Kasseler, schwedischen und französischen Truppen bedrohte Friedberg zu decken. In diese Zeit fällt die Krönung des habsburgischen Kronprinzen Ferdinand zum König von Böhmen. Die Friedberger Stadtchronik berichtet, dass aus diesem Anlass im kaiserlichen Lager zu Ilmstadt und Burggräfenroth dreimal aus allen Stücken und Musketen Salve gegeben wurde. Nachdem Schweden und Franzosen sich nach Süden absetzten, brachen die Kaiserlichen ihr Lager ab und nahmen die Verfolgung auf.
Die oft rücksichtslosen Steuereintreibungspraktiken der Burg-Friedberger sorgten im 18. Jahrhundert zunehmend für Unmut unter den Bauern. 1719 weigerten sich die Märker unter Berufung auf die vormalige Reichsunmittelbarkeit des Freigerichts Kaichen, den Friedbergern das Türkengeld zu entrichten. Als ihre Beschwerde von kaiserlicher Stelle zurückgewiesen wurde, erhoben sich die Bauern der Mark gegen die Burgtruppen, die den Aufstand blutig niederschlugen. Nach der Darstellung der Märker erschossen die Friedberger auch Kinder und Greise. Bei dem Aufstand stellten die Burg-Gräfenroder Bauern einige Rädelsführer, die in zeitgenössischen Darstellungen meist an erster Stelle genannt werden. Die geschlagenen Märker entsandten eine dreiköpfige Delegation nach Wien, um beim Reichshofrat Beistand zu ersuchen. Dieser urteilte aber in Causa Burggrafenroth & Consorten Contra Die Kayserl. und des Heil. Römischen Reichs Burg Friedberg am 17. Juli 1719 zu Gunsten Friedbergs. 1790 wurde die Carber Mark dann endgültig aufgelöst.
Ungeachtet der De-facto-Herrschaft der Friedberger waren die Lehnsverhältnisse in Burg-Gräfenrode kompliziert, da die Erb- und Rechtsnachfolge der 1255 im Mannesstamm ausgestorbenen Münzenberger sich ausgesprochen verworren entwickelte. Das Dorf war ein Kondominium, das zu gleichen Teilen den Grafen von Solms-Rödelheim, Kurmainz und der nunmehr zu Hessen-Kassel zählenden Grafschaft Hanau gehörte. 1729 starb das Geschlecht von Carben aus und das Dorf fiel an die Lehnsgeber zurück. Kurmainz belehnte die Freiherren von Eltz mit seinem Drittel; das Dorf wurde weiter von einem gemeinsamen Amt verwaltet. Zum Konflikt der Lehnsherren mit der Burg Friedberg kam es 1732. Die Reichsburg verlangte die Fortsetzung der Zahlung der Rittersteuer, die bis zu ihrem Aussterben von denen von Carben an die Reichsritterschaft geflossen waren. Unter Berufung auf die Reichsunmittelbarkeit ihres münzenbergischen Erbbesitzes wies Hessen-Kassel diese Forderung zurück. 1732 und 1734 vertrieben kurhessische Truppen die zur Eintreibung angerückten Burgmilizen von den Toren des Dorfes.
1757 und 1762 quartierten sich im Verlauf des Siebenjährigen Krieges französische Truppen im Ort ein. In den Kriegsjahren wurde der Ort schwer durch erhebliche Requirierungen belastet.

### 19. Jahrhundert
Die Eltzer und Solms-Rödelheimer Anteile am Patrimonialgericht Burg-Gräfenrode wurden mit der Rheinbundakte 1806 dem Großherzogtum Hessen unterstellt. Der kurhessische Anteil war von Napoleon zunächst beschlagnahmt und wurde 1810 ebenfalls an das Großherzogtum abgetreten. Der Besitz der Eltzer und der Solms-Rödelheimer blieb – einschließlich ihrer Hoheitsrechte – bei diesen Transaktionen unangetastet, das dritte Drittel an Burg-Gräfenrode hielt nun das Großherzogtum Hessen. Die Eltzer traten ihre entsprechenden Rechte zum 1. Juli 1822 an das Großherzogtum Hessen ab. Ein Jahr später einigten sich auch die Grafen von Solms-Rödelheim und der Staat über das letzte Drittel: Es wurde hinsichtlich der Verwaltung dem Landratsbezirk Vilbel und hinsichtlich der Rechtsprechung dem Landgericht Großkarben zugeordnet.
Innerhalb Hessen-Darmstadts war Burg-Gräfenrode eine eigenständige Gemeinde im Landratsbezirk Vilbel, ab 1852 im Kreis Bad Vilbel und nach dessen Auflösung 1874 im Kreis Friedberg der Provinz Oberhessen.
Von 1822 bis 1853 gehörte Burg-Gräfenrode zum Bezirk des Landgerichts Großkarben, der 1853 aufgelöst wurde, dann bis 1879 zu dem des Landgerichts Vilbel, ab 1879 zu dem des Amtsgerichts Vilbel.
Im Jahr 1836 stellte sich die Dorfbevölkerung nach amtlicher Statistik wie folgt dar:
Burg-Gräfenrode hat 2 öffentliche Gebäude und 80 Wohnhäuser; Kinder unter 14 Jahren: Knaben 92, Mädchen 84; Personen über 14 Jahren: männliche 155, weibliche 167; Seelen überhaupt: 498, darunter Lutheraner 429, Reformierte 2, Katholiken 35, Gewerbsleute 33, Tagelöhner: männliche 32, weibliche 18, Dienstboten männliche 7, weibliche 9, Handwerksgesellen 5, Handwerkslehrjungen 5, Ausländer: männliche 3, weibliche 1, außerhalb des Ortes lebende zusammen 28.
Schulen besitzt es 1; Schulkinder: Knaben 57, Mädchen 46.
Aus dieser Statistik ist jedoch der Anteil der jüdischen Dorfbevölkerung nicht abzulesen. Der erste Beleg, dass sich im Dorf auch Juden niederließen, ist ein Protokoll des Rügegerichts des Jahres 1721. Im Verlauf des 19. Jahrhunderts stieg die Zahl der Juden stark an. Im Jahr 1861 zählte das Dorf bei 546 Einwohnern 62 Juden. Um 1890 sollen sie rund ein Viertel der Bevölkerung ausgemacht haben. Es gab ein jüdisches Gebetshaus und ein Badehaus. Der jüdische Friedhof im Einsiedelwald entstand nach 1900, doch hatten die ansässigen Juden in diesem Waldstück schon Jahrzehnte zuvor ihre Toten beigesetzt. Im frühen 20. Jahrhundert wurde die jüdische Gemeinde durch Wegzug immer kleiner. 1927 wurde sie aufgelöst, da die für den Gottesdienst erforderliche Zahl von zehn Männern (Minjan) nicht mehr zustande kam.

### 20. Jahrhundert

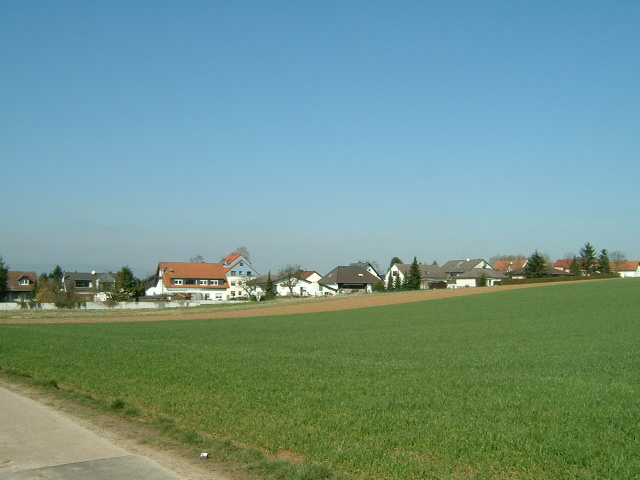
Die Neubebauung ist am Ortsrand vorherrschend

Im späten 19. Jahrhundert geriet die wirtschaftliche Entwicklung des Dorfes im Vergleich zu den Nachbarorten ins Hintertreffen. Während etwa Groß- und Okarben an die Main-Weser-Bahn angeschlossen wurden, war Burg-Gräfenrode weiterhin nur mit Kutschen über unbefestigte Feldstraßen zu erreichen. 1913 erhielt das Dorf Anschluss an das Stromnetz, 1928 wurde eine Busverbindung nach Groß-Karben eingerichtet.
Politisch hatte sich Burg-Gräfenrode derweil zu einer Hochburg der Sozialdemokraten entwickelt. Bei der Reichstagswahl am 6. November 1932 wurde die SPD mit 127 Stimmen noch stärkste Partei vor der NSDAP (115); in der Wahl vom 5. März 1933 überholte dann die NSDAP (150 Stimmen) die SPD (128). Nach der Machtergreifung wurde der Dorfplatz, der „Placken“ vor dem Burgtor, in „Adolf-Hitler-Platz“ umbenannt und dort auch eine „Adolf-Hitler-Eiche“ gepflanzt. Wie andernorts erfasste die Gleichschaltung alle Lebensbereiche. So wurde etwa der Arbeitergesangverein „Sängerlust“ aufgelöst; die meisten Mitglieder traten daraufhin dem völkischen „Frohsinn“ bei.
In der Reichspogromnacht kam es am 9. November 1938 auch in Burg-Gräfenrode zu Übergriffen gegen die jüdische Bevölkerung. Manchen Burg-Gräfenroder Juden gelang die Flucht ins Ausland, doch die verbliebenen wurden 1939 zunächst im Rathaus interniert und später in ein Sammellager in Frankfurt deportiert. Mindestens zwölf Burg-Gräfenroder Juden wurden in den Vernichtungslagern ermordet.
Von Kriegsschäden blieb das Dorf weitgehend verschont. Am 14. Oktober 1943 kam ein amerikanischer Pilot nach dem Abschuss seines Flugzeuges mit dem Fallschirm über dem Dorf herunter. Er wurde von den Dörflern festgesetzt und am folgenden Tag der Polizei übergeben. Im März 1944 verfehlte ein Bombenangriff auf das Dorf nur knapp sein Ziel. Rund 200 schwere Bomben fielen am Hochwald in ein Feld. Am 26. März 1945 rückten dann kampflos Truppen der sechsten amerikanischen Panzerdivision ein. Während des Zweiten Weltkriegs starben 35 Burg-Gräfenröder an der Front.
Seit Ende 1945 gehörte die Gemeinde zum Regierungsbezirk Darmstadt im neu gegründeten Land Hessen.
Seit Kriegsende hat sich die Bevölkerungszahl des Dorfes mehr als verdoppelt. Dieser Zuwachs war in den ersten Nachkriegsjahren vor allem der Vertreibung deutscher Flüchtlinge aus den Ostgebieten des Reiches geschuldet. In den folgenden Jahrzehnten setzte sich das Bevölkerungswachstum durch Stadtflucht und Suburbanisierung fort, die räumliche Nähe zu Frankfurt am Main machte sich auch in der Wetterau bemerkbar. Die günstige wirtschaftliche Entwicklung des Rhein-Main-Gebiets sorgte für weiteren Zuzug in die Region.
Anlässlich der Hessischen Gebietsreform wurde Burg-Gräfenrode am 31. Januar 1971 als sechster Stadtteil in die im Jahr zuvor gegründete Stadt Karben eingemeindet. Der Landkreis Friedberg, dem Burg-Gräfenrode seit 98 Jahren angehörte, wurde zum 1. August 1972 mit dem benachbarten Landkreis Büdingen zum neuen Wetteraukreis zusammengeschlossen.
1971 bis 1972 wurde eine Mehrzweckhalle jenseits des Ortsausgangs an der Straße nach Groß-Karben errichtet. Sie dient seither als Sportstätte und Veranstaltungsort verschiedener Festivitäten wie des Roggauer Faschingsballs, der sich in den 1970er Jahren etabliert hat, trotzdem Burg-Gräfenrode protestantisch geprägt ist. Das angrenzende Fußballfeld dient bereits seit 1946 als Spielstätte des 1922 gegründeten Fußballvereins FSG Burg-Gräfenrode, der asphaltierte Vorplatz der Halle als Standort der jährlichen Roggauer Kerb. In den Jahren 2004 bis 2005 wurde mit der Erschließung des Neubaugebiets Bindweidgraben die Lücke zwischen Halle und Dorf geschlossen. 1987 wurde ein Radweg nach Groß-Karben eingeweiht; ein Radweg nach Ilbenstadt ist 2019 nach langjährigen Bemühungen gebaut worden.

## Kultur und Sehenswürdigkeiten

### Vereine

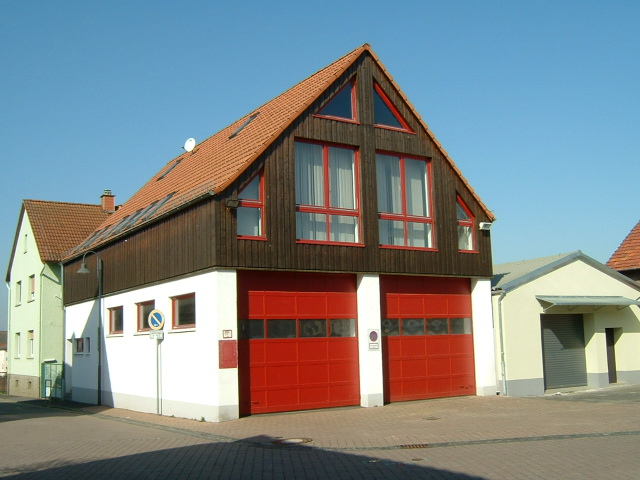
Feuerwehrhaus in Roggau

Wie in vielen ländlichen Orten sind die Vereine in Burg-Gräfenrode wichtige soziale Netzwerke. Zu den wichtigsten Vereinen im Ort zählt die Freiwillige Feuerwehr Burg-Gräfenrode, die 1951 gegründet wurde. Nachdem zuvor bezahlte Spritzmeister den Feuerwehrdienst, wurde schon im 19. Jahrhundert eine Freiwillige Feuerwehr ins Leben gerufen, die jedoch 1913 in eine amtlich bestellte Pflichtfeuerwehr umgestaltet wurde. Erst nach dem Zweiten Weltkrieg wurde der Feuerwehrdienst wieder ein Ehrenamt. Das Feuerwehrhaus befindet sich seit 1975 an der Ecke Weißenburgstraße/Freihofstraße; 1991 wurde es teils abgerissen und neu gestaltet. In den letzten Jahren arbeitet die Freiwillige Feuerwehr Burg-Gräfenrode verstärkt mit den anderen Stadtteilwehren zusammen und rückt häufig auch zu Einsätzen in den Nachbarorten aus.
Die Fußball-Sport-Gemeinschaft 1922 Burg-Gräfenrode hat neben einer Fußball- auch eine Volleyball- und Badmintonabteilung und bietet darüber hinaus auch Aerobic-, Gymnastik- und Kinderturnkurse. Der Stolz des Vereins ist jedoch die erste Fußballherrenmannschaft, die im Jahr 2005 nach einer epochemachenden Serie von 17 Siegen in Folge in die Bezirksliga Friedberg aufstieg. Die zweite Mannschaft der FSG spielt derzeit in der B-Liga. Die FSG veranstaltet in ihren Räumlichkeiten in der Mehrzweckhalle am Birkenstadion auch alljährlich den Roggauer Faschingsball und den Kinderfasching. Zu den Sportvereinen zählen weiterhin die Reitgemeinschaft Weissenburg und der Sportschützenverein Burg-Gräfenrode 1967 e. V., daneben gibt es die Vogelfreunde Burg-Gräfenrode, den Pfadfinderstamm Graue Drachen, den Dartclub Zum Treffpunkt und den Gesangverein Heimatliebe. Anlässlich der 600-Jahr-Feier des Ortes im Jahr 2005 wurde zudem der Heimat- und Kulturverein Burg-Gräfenrode ins Leben gerufen.
Ein jährlicher Höhepunkt, bei dem die Vereine des Ortes jedoch nicht selbst beteiligt sind, ist der Ironman Germany, dessen Radstrecke durch Burg-Gräfenrode führt.

### Ortsbild
Das Denkmälerinventar des Landes Hessen stellte 1999 fest: Einzelne Hofstellen tragen dazu bei, dass zumindest abschnittsweise noch von einem historischen Straßenbild die Rede sein kann; dies ist insbesondere im alten Siedlungskern entlang der Weißenburgstraße der Fall. 1991 wurde Burg-Gräfenrode in das Dorferneuerungsprogramm des Landes Hessen aufgenommen. Mit Landesgeldern wurde seither die Burganlage restauriert und an manchen zuvor verputzten Häusern das Fachwerk freigelegt. Der Hofkomplex der in den 1970ern geschlossenen alten Dorfschule wurde zu einem „Dorftreff“ ausgebaut und beherbergt heute das Mütterzentrum Karben inkl. Mehrgenerationentreff und Vereinsräume sowie die Ortsteilbücherei.
Das Ortsbild ist jedoch heute weitgehend von Eigenheimen der Nachkriegsjahrzehnte geprägt. Um den alten Dorfkern herum wurden verschiedene Neubaugebiete erschlossen. Zunächst wuchs das Dorf zwischen etwa 1950 und 1980 vor allem östlich der Hauptstraße, wodurch die Karrees um Kaicher Weg, Wetterauer Straße, Rollgraben und Hochholz entstanden. In den vergangenen beiden Jahrzehnten wurden zudem die Flächen um Einsiedelweg, Sohlweg und Bindweidring mit Eigenheimen bebaut. Seit Dezember 2014 befindet sich das Neubaugebiet Sohlweg II in Erschließung. Dieses neu gebaute Wohngebiet wurde nach Hirschbach im Mühlkreis benannt – der Partnerfeuerwehr Roggaus. In der Hirschbacher Straße stehen ca. 35 Neubauten.

### Oberburg

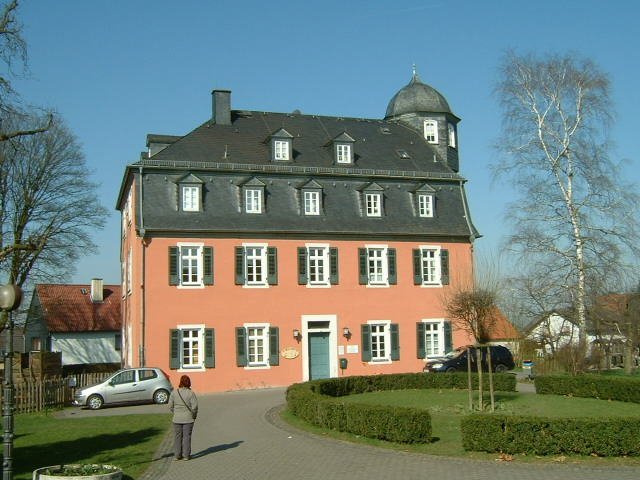
Die Oberburg

Die Oberburg ist die einzige noch erhaltene Burg des Dorfes. Sie wurde 1429 erstmals als die Oberste Wonunge daz Steynen Huß mit Syme Begriff erwähnt und diente bis zu deren Aussterben 1729 als Sitz von Angehörigen der Familie von Carben. Sie wurde ursprünglich im gotischen Stil erbaut. Zwischen 1550 und 1565 wurde sie im Renaissancestil erweitert; zumindest finden sich diese Jahreszahlen an zwei Fenstern des Treppenturms, der dem Wehrbau im Zuge des Umbaus an der nördlichen Querseite vorgebaut wurde. Im 18. Jahrhundert erfolgte die heute dominierende Umgestaltung im Barockstil. Aus dieser Zeit stammen der achteckige Aufsatz und die welsche Haube des Treppenturms sowie das schieferne Mansarddach. Charakteristisch für den Bau ist sein rosaroter Anstrich, der ursprünglich mit Ochsenblut angerührt wurde.
Die Oberburg bildete den Schwerpunkt der Dorfbefestigung und sicherte das Dorf gegen Norden und Osten. Die Wassergräben um die Burg wurden nach dem Dreißigjährigen Krieg trockengelegt. Seit 1867 ist die Burg im Besitz der Kirchengemeinde, in diesem Jahr wurde auch das alte Burgtor abgerissen und Graben und Zwinger zugeschüttet. Heute beherbergt die Burg Arbeitsräume der Kirchengemeinde und Wohnungen. Der etwa ein Hektar große parkähnliche Burggarten ist der Öffentlichkeit zugänglich und unter anderem mit Kirsch- und Birnbäumen bepflanzt; ein alter Walnussbaum mit gut fünf Metern Stammumfang, lange eines der Wahrzeichen des Dorfes, musste jedoch um 1990 wegen Stammfäule gefällt werden. Der Burggarten wird heute insbesondere von der Dorfjugend als Bolzplatz genutzt und ist außerdem mit einer Tischtennisplatte, einer Feuerstelle und einem kleinen Spielplatz ausgerüstet.
Gegenüber der Burg steht ein Ökonomiegebäude aus dem Jahr 1688, das, wie das Kunstdenkmälerinventar Hessen-Darmstadts 1895 feststellte, jeder künstlerischen Auszeichnung entbehrt.

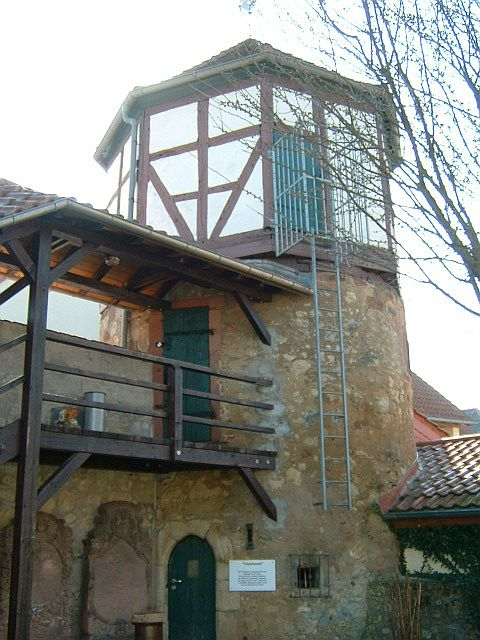
Der Lieselturm

Der einzige noch erhaltene Eckturm der Burganlage ist der so genannte Lieselturm. Dieser Rundturm schützte das Burgtor und den Eingang zum Zwinger und war zudem das Burgverlies. Im ersten Stock eröffnet ein spitzbogiges Sandsteinportal den Eingang in den runden Innenraum, der über eine viereckige Öffnung im Fußboden mit dem unterirdischen Verlies verbunden ist. Auch der zweite Stock des Turmes, ein von einem Zeltdach gekrönter achteckiger Fachwerkaufsatz, diente als Gefängnis. Neben der Türöffnung an der Nordseite befand sich an der Südseite des Turmes eine kleine durch eine Klappe verschlossene Öffnung, über die dem Gefangenen Nahrung gereicht werden konnte, ohne die Tür zu öffnen. Die Klappe, eine gusseiserne Platte mit einer Reliefdarstellung des Jüngsten Gerichts, ist heute vor dem Turm aufgestellt. Bei einer Grabung wurde 1979 das Verlies im Turm freigelegt. Die sich bis heute hartnäckig im Dorf haltende Überzeugung, dass es einst einen geheimen Fluchttunnel von der Burg oder dem Lieselturm nach Ilbenstadt gegeben habe, konnte bis heute jedoch nicht bestätigt werden.
Mit dem Lieselturm ist eine Sage verbunden, die jedoch kaum auf historischen Tatsachen beruhen dürfte und die womöglich erst im 20. Jahrhundert ersonnen wurde, da es zuvor keine schriftlichen Hinweise darauf gibt. Der Sage zufolge warf einst ein grausamer Burgherr seine Schwester Liesel, die den armen Dörflern häufiger Lebensmittel zugesteckt hatte, in das Verlies und ließ es sodann fluten; Liesel überlebte aber dank der Hilfe ihres Dieners. Anlässlich der 600-Jahr-Feier des Dorfes im Jahr 2005 wurde auf dem Kreisverkehrsplatz am südlichen Ortseingang eine hölzerne Statue der sagenhaften Liesel aufgestellt.

### Evangelische Pfarrkirche

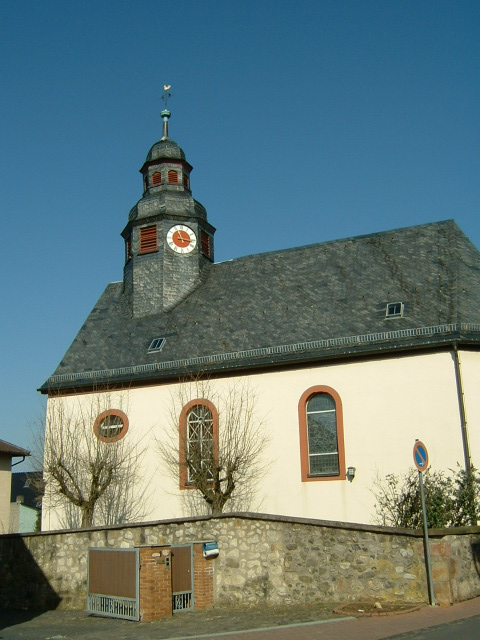
Pfarrkirche

Die Pfarrkirche zählt zu den so genannten Reinhardskirchen der ersten Hälfte des 18. Jahrhunderts. Sie wurde in den Jahren 1726–1727 nach dem Abriss des mittelalterlichen Vorgängerbaus erbaut. Sie ist ein schlichter Saalbau mit hohen Rundfenstern. Der Dachreiter mit der Glockenstube wird von einer zweigestuften welschen Haube gekrönt.
Die Innenausstattung aus dem 18. Jahrhundert ist fast unverändert erhalten und stellt ein schönes Beispiel hessischer Bauernkunst dar. Die dreiseitige hölzerne Empore ist mit Bildern der Apostel und Evangelisten bemalt; die Bilder schuf der Stadener Maler Bockhardt. Der schlichte Orgelprospekt von Dreuth stammt aus dem Jahr 1781; das Innenwerk wurde 1911 von Förster & Nicolaus erneuert.
1876 wurden neun barocke Grabtafeln aus Sandstein, vor allem von Angehörigen der Familie von Carben, aus dem Altarraum entfernt und an der Außenwand der Kirche aufgestellt; die Inschriften sind seither bis zur Unleserlichkeit verwittert. Der kleine Kirchhof ist von einer alten Bruchsteinmauer umgeben.
Die evangelische Kirchengemeinde untersteht dem Dekanat Wetterau der Evangelischen Kirche in Hessen und Nassau. Das Patronat haben die in Groß-Karben ansässigen Freiherren von Leonhardi inne. Der Burg-Gräfenroder Pfarrer betreute bis 2005 auch die evangelischen Einwohner des ganz überwiegend katholischen Nachbarorts Ilbenstadt. Die Bindung zur Kirchengemeinde Ilbenstadt wurde jedoch im Jahr 2005 gelöst und angesichts der schwindenden Anzahl von Gottesdienstbesuchern Burg-Gräfenrode nur noch eine halbe Pfarrstelle zugestanden. So werden die Gemeinden Okarben und Burg-Gräfenrode heute von einem Pfarrer betreut.

## Wirtschaft und Infrastruktur

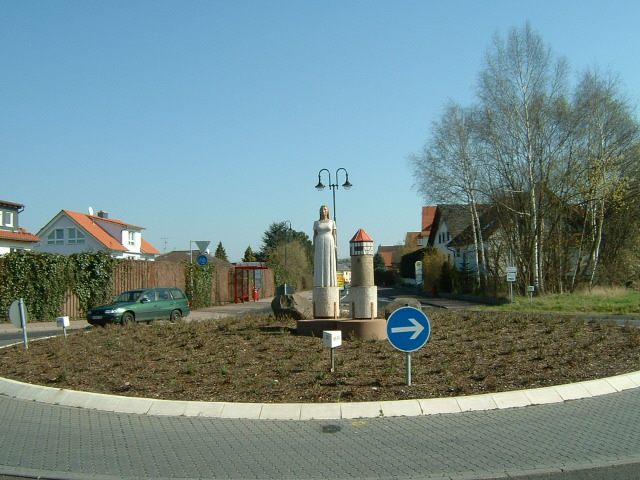
Kreisverkehr am Ortseingang mit Liesel und Lieselturm

In den vergangenen Jahrzehnten hat sich die Erwerbsstruktur in Burg-Gräfenrode erheblich gewandelt. Während bis zur Nachkriegszeit ein Gutteil der Bevölkerung in der örtlichen Landwirtschaft tätig war, pendelt heute der überwiegende Teil der Erwerbstätigen zu ihren Arbeitsplätzen im Rhein-Main-Gebiet. Im Dorf selbst sind neben rund zehn Bauernhöfen nur einige wenige mittelständische Handwerksbetriebe und zwei Reiterhöfe ansässig.
Fast die gesamte unbebaute Fläche der Gemarkung Burg-Gräfenrodes wird intensiv landwirtschaftlich genutzt. Hauptanbaupflanzen sind traditionell Weizen und Zuckerrüben, sowie seit der Jahrtausendwende auch zunehmend Raps, Spargel und Erdbeeren. Die Familie Bär bewirtschaftet nahe dem Dorf den Margaretenhof, einen Ackerbaubetrieb mit Schweinemast; Heinz Christian Bär, jetziger Ehrenpräsident des Hessischen Bauernverbandes, war von 1994 bis 2006 Präsident des Hessischen Bauernverbandes, von 1997 bis 2006 Vizepräsident des Deutschen Bauernverbandes und bis 2006 Mitglied im Präsidium des Europäischen Bauernverbandes und sieben Jahre Mitglied im Executiv-Komitee des Weltbauernverbandes. An der südöstlichen Gemarkungsgrenze liegt der Marienhof, ein ehemaliger Ökonomiehof des Büdesheimer Schlosses. Er ist heute mit rund 30.000 Tieren einer der größten Putenmastbetriebe der Region.
Der im Dorf ansässige Omnibusbetrieb Eberwein fährt für die Verkehrsgesellschaft Oberhessen die Linienbusse im Stadtgebiet Karben im Rhein-Main-Verkehrsverbund. Das Dorf selbst ist durch die Buslinie 72 mit Friedberg und den S-Bahnhöfen Okarben und Groß-Karben verbunden.